# Revaz Dzodzuashvili
Revaz Mikhaylovich Dzodzuashvili (en georgiano: რევაზ მიხეილის ძე ძოძუაშვილი, Revaz Mikheilis dze Dzodzuashvili; en ruso: Рева́з Миха́йлович Дзодзуашви́ли; n. 15 de abril de 1945) es un exfutbolista y entrenador georgiano y soviético. Jugó como defensa en el Torpedo Kutaisi y FC Dinamo Tbilisi georgianos y fue internacional por la Unión Soviética, con quien fue subcampeón de la Eurocopa 1972.

## Selección nacional
Dzodzuashvili fue internacional en 49 ocasiones para el equipo nacional de fútbol de la Unión Soviética y participó en la Copa Mundial de la FIFA 1970 y la UEFA Euro 1972, en la que fue subcampeón. También ganó una medalla de bronce en el fútbol en los Juegos Olímpicos de 1972.

## Logros

### Jugador
Selección nacional
- en Football at the 1972 Summer Olympics
- Finalista de la Eurocopa 1972

Individual
- Equipo Ideal de la Eurocopa: 1972[2]

### Entrenador
- Umaglesi Liga: 1991–92, 2001–02, 2006–07